# Kębliny
Kębliny est une localité polonaise de la gmina et du powiat de Zgierz en voïvodie de Łódź.
En 2021, la localité compte 528 habitants.